# Geszt
Geszt es un pueblo ubicado en el distrito de Sarkad, en el condado de Békés, Hungría.

## Superficie
Posee una superficie de 51,39 kilómetros cuadrados.

## Demografía
Hasta 2019 la población era de 744 habitantes, con una densidad de población de 14,48 habitantes por kilómetro cuadrado.